# ناراك

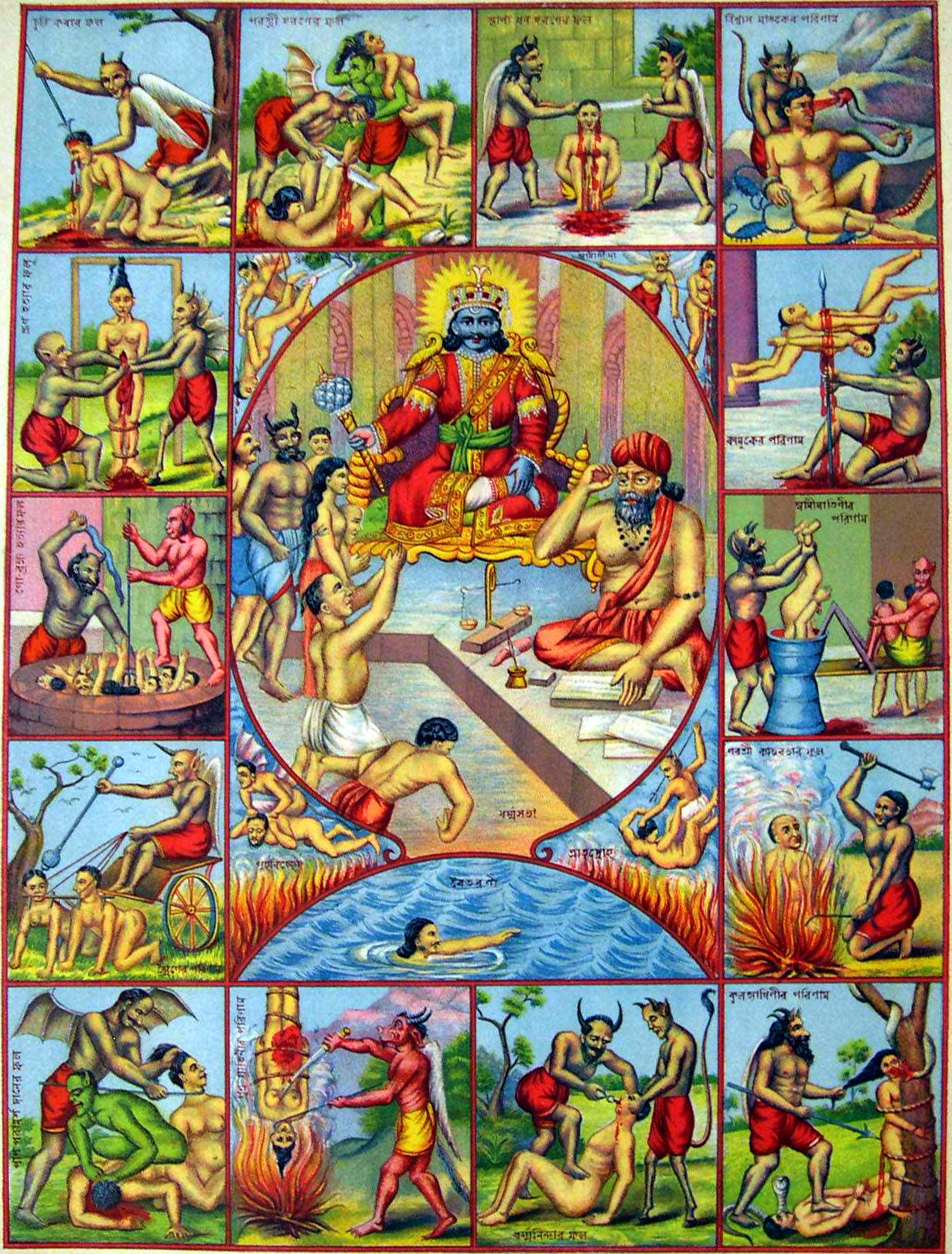
تصور اللوحة المركزية ياما، بمساعدة شتراغوبت ويمدوت، وهو يحكم على الموتى. تصور اللوحات الأخرى عوالم/جحيم ناراك المختلفة.

ناراك (بالسنسكريتية: नरक)‏، (بالإنجليزية: Naraka)‏؛ وتسمى أيضًا يامالوك (بالإنجليزية: Yamaloka)‏، هي المعادل الهندوسي للجحيم، حيث يُعذب الخطاة بعد الموت. وهي أيضًا مسكن ياما إله الموت. وتوصف بأنها تقع في جنوب الكون وتحت الأرض.
يختلف عدد جهنم وأسماؤها، وكذلك نوعية الخطاة المرسلين إلى إحداها، من نص إلى آخر؛ ومع ذلك، العديد من الكتب المقدسة تصف 28 نوعًا من جهنم. بعد الموت، يقوم رسل ياما الذين يُدعون يمدوت بإحضار الكائنات جميعهن إلى محكمة ياما، حيث يزن الفضائل والرذائل للكائن ويحكم عليهم، مرسلاً الأبرار إلى سوارغام (مسكن النور) والخطاة إلى إحدى أنواع ناراك. توصف الإقامة في سوارغام أو ناراك عادةً بأنها مؤقتة. وبعد انتهاء مدة العقاب، تُعاد الأرواح إلى الولادة ككائنات أدنى أو أعلى حسب استحقاقاتهم (الاستثناء هو الفيلسوف الهندوسي مادهفاتشاريا، الذي يؤمن بالعقاب الأبدي لأولئك المهيئين للظلام في الناراك المُسمى أندهنتاماس).
يجعل البوذيون مكان الجحيم تحت الطرف الجنوبي من الهند، أي بأنفيوتي ومعناه جزيرة الذهب في عمق 260 ألف ميل إنكليزي، ويقسمونها إلى ثماني طبقات كُبرى مُحرقة، وثماني طبقات كُبرى مُتجمدة، وأمام كل طبقة جحيم صغيرة، ومساحة الجميع 344 ألف ميل مربع. أمَّا البرهميون فتُسمى جحيمهم ناروس، وهي واقعة في القسم الجنوبي الشرقي من الهند، وملكها هو ياما معبود الأموات، وهناك دار عدلية تدين النفوس كلما نزلت إليها، فأنفس الصالحين تذهب إلى سوارغام، أي سماء إندرا، وتتشتت أنفس الطالحين في دوائر ناراك أو ناراكا التي بعضها مملوء من الحيات وبعض العقارب وبعض العُقبان وغير ذلك، فتختلف العذابات باختلاف الخطايا، فالفُسَّاق مثلًا يُطرحون بين أذرع تماثيل نساءٍ من حديد محماة إلى درجة البياض، والشرهون يأكلون كرات مغروزًا فيها ما يُشبه الإبر. وفي آخر العالم يظهر وشنو، أي فيشنو، بصورة فرسٍ أبيضٍ كاللبن وقد رفع إحدى رجليه على كرة العالم، فإذا وضع قدمه على الأرض تنسحق الأرض وتصير غبارًا، ويُطرح الأشرار في الناراك، وأما مدة العذاب، فليست أبدية حسب زعمهم.
للهنود ثواب وعقاب في الدار الآخرة، فالثواب للمتناهين في الصلاح بأن تعود نفوسهم إلى روح المعبود الأكبر، وتلزمها غير مفترقة عنها، ولسائر الصالحين بأن يدخلوا جنة نعيم ذات سبعة وعشرين مكانًا. والعقاب للمجرمين أن يلقوا في (الناراك) أو الجحيم، وفيه واحد وعشرون مكانًا يختلف فيها العذاب شدة باختلاف جرم الذنوب، ومع ذلك فالذين في الجحيم والذين في النعيم لا يلبثون أن يعودوا إلى الأرض بصور أخرى مترقين في كل عودة ترقيًا جديدًا من طبقة إلى ما فوقها إلى أن يولدوا كهنة، فإذا ماتوا لزمت نفوسهم روح براهما ولم تنفصل عنه.

## مواقع ناراك
يصف كتاب بهاغافاتا بورانا أن ناراك تقع تحت الأرض، بين سبع طبقات من العالم السفلي (باتالا) ومحيط غاربوداكا، الذي يمثل قاع الكون. وتقع في جنوب الكون كذلك. وكما تقع أيضًا في بيتريلوكا، حيث يقيم الأجداد المتوفون (بيترس [الإنجليزية]) برئاسة أغنيشفاتا. ويُقيم ياما، سيد ناراك، في هذا العالم مع مساعديه. ويُذكر في كتاب ديفي بهاغافاتا بورانا [الإنجليزية] أن ناراك هي الجزء الجنوبي من الكون، تحت الأرض ولكن فوق باتالا. بينما يذكر كتاب فيشنو بورانا أن ناراك تقع تحت المياه الكونية في قاع الكون. وتتفق الملحمات الهندوسية [الإنجليزية] على أن ناراك تقع في الجنوب، وهي الجهة التي يحكمها ياما وغالبًا ما ترتبط بالموت. وتعتبر بيتريلوكا عاصمة ياما، حيث يصدر ياما أحكامه.

## الحكم والإدارة

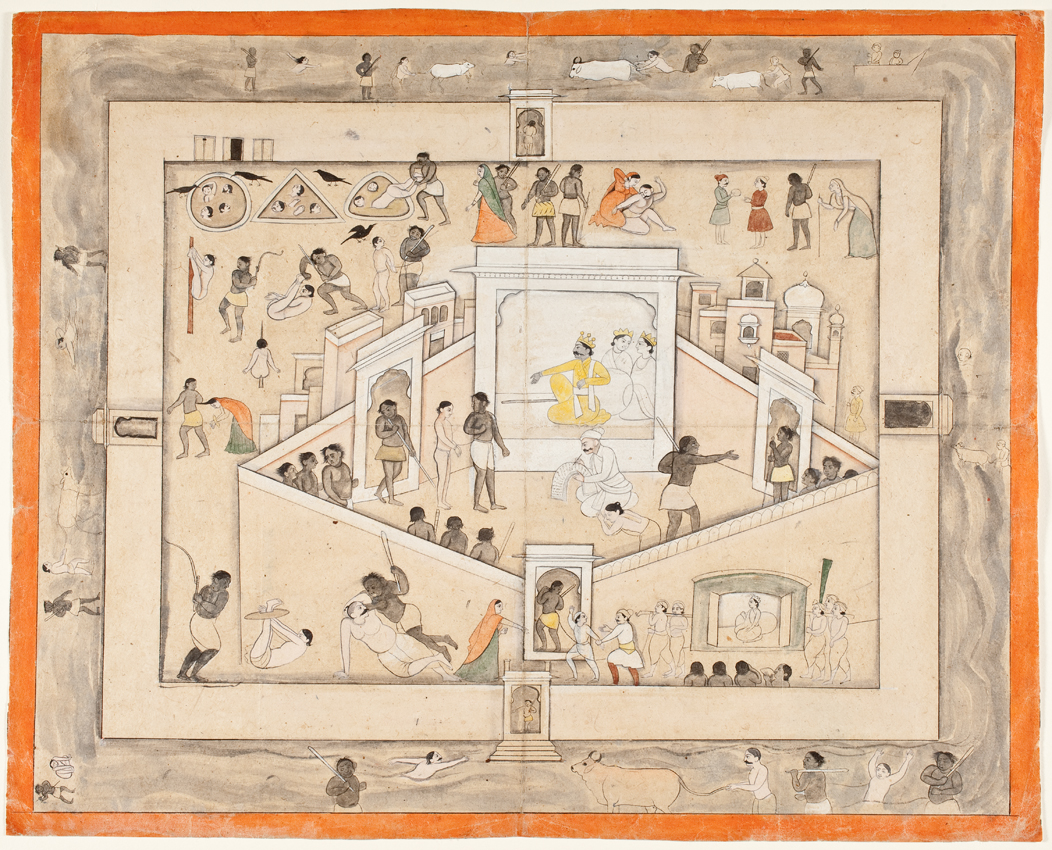
محكمة ياما، 1800

إله الموت، ياما، يستخدم رسل ياما (يمدوت) أو ياما - بورووشاس (بالإنجليزية: Yama-purushas)‏، الذين يجلبون نفوس الكائنات جميعهن إلى ياما للحكم عليها. وبشكل عام، تذهب جميع الكائنات الحية، بما في ذلك البشر والوحوش، إلى مقر ياما بعد الموت حيث تجري مُحاكمتهم. ومع ذلك، فإن الكائنات الفاضلة جدًا تُنقل مباشرة إلى سوارغام (الجنة). والأشخاص الذين يكرسون أنفسهم للأعمال الخيرية، وخاصة المتبرعين بالطعام والمتحدثين بالحق الأبدي، يُعفون من عدالة محكمة ياما. ويجري وصف أبطال الحروب الذين يضحون بحياتهم والأشخاص الذين يموتون في أماكن مقدسة مثل كوروكشيترا [الإنجليزية] بأنهم لا يمرون بياما للمُحاكمة. وأولئك الذين ينالون موكشا (الخلاص) فلا تنالهم قبضة رسل ياما، أي يمدوت. وأمَّا الكرماء والنساك، فيجري التعامل معهم بشكل تفضيلي عند دخولهم ناراك للحُكم. وإنَّ الطريق يُضاء لأولئك الذين تبرعوا بالمصابيح، بينما يجري حمل الذين صاموا تديُّنًا على الطاووس والإوز.
ياما، باعتباره سيد العدالة، يُدعى دارما - راجا. يُرسل ياما الأبرار إلى سوارغام (بالإنجليزية: Svarga)‏ ليتمتعوا برفاهيات الجنة. كما أنه يُقيِّم خطايا الموتى ويصدر الحكم، مخصصًا لهم الجحيم المناسب كعقاب يتناسب مع شدة وطبيعة خطاياهم. ولا يتحرر الإنسان من السامسارا (دورة الولادة - الموت - إعادة الولادة) ويجب أن يولد من جديد بعد انتهاء مدة استمتاعه في سوارغام أو عقابه في ناراك.
لياما وزير مُساعد اسمه شتراغوبت، وهو الذي يحتفظ بسجل لجميع الأعمال الصالحة والطالحة لكل كائن حي. ويد يماما القابضة هم يمدوت، وهم المُكلفون بتنفيذ العقوبات على الخطاة في مختلف أنواع الجحيم.

## عدد  ناراك وأسماؤه
ناراك، ككل، معروفة بالعديد من الأسماء التي تشير إلى أنها عالم ياما. ومن هذه الأسماء: يامالايا، يامالوكا، ياماسادانا، ويامالوكايا تعني مقر ياما. وياماكسيا (أكشايا ياما) ومكافآته مثل فايفاسفاتاكسيا يستخدمون التورية في كلمة "كشايا"، التي يمكن أن تعني المقر أو الهلاك. ومنها أيضًا سامياماني، «حيث تُقال الحقيقة فقط، ويعذب الضعفاء الأقوياء»، ومرتيولوكيا – عالم الموت أو الأموات، و«مدينة ملك الأشباح»، بريتاراجابورا.
يذكر كتاب أجني بورانا [الإنجليزية] وجود أربعة أنواع من الجحيم فقط. بينما تذكر بعض النصوص سبعة(أ)، وهي:
1. بوت: "العقيم"، للذين لا أطفال لهم.
2. أفيتشي: "الهامدون"، لأولئك الذين ينتظرون إعادة التجسد.
3. سامهاتا: "المنبوذ"، للكائنات الشريرة.
4. تَمِسْرا: "الظلام"، حيث يبدأ الظلام في الجحيم.
5. ريجيشا: "المطرود"، حيث تبدأ العذابات في الجحيم.
6. كودمالا: "المصاب بالجذام"، أسوأ جحيم لأولئك الذين سيعاد تجسدهم.
7. كاكولا: "السم الأسود"، الحفرة التي لا قاع لها، لأولئك المحكوم عليهم بالجحيم الأبدي ولا فرصة لهم في إعادة التجسد.

ويذكر نص مانو سمريتي 21 نارك: تاميسرا، أنداتاميسرا، ماهارورافا، راورافا، كالاسوترا، ماهاناراكا، سامجيفانا، ماهافيتشي، تابانا، سامبراتابانا، سامهاتا، ساكاكولا، كودمالا، بوتيمريتيكا، لوهاسانكو، ريجيشا، باثانا، فايتاراني، سلمالي، أسيباترافانا ولوهاداراكا.
أما ياجنافالكيا سمرتي [الإنجليزية]، فيذكر أيضًا واحدًا وعشرين ناراك(ب): تَمِسْرا، لوهاسانكو، ماهانيرايا، سالمالي، راورافا، كودمالا، بوتيمريتتيكا، كالاسوتركا، سانغاتا، لوهيتودا، سافيشا، سامبراتابانا، ماهاناركا، كاكولا، سانجيفانا، ماهاباثا، أفيتشي، أندهاتاميسرا، كمبهيباكا، أسيباترافانا، وتابانا.. ووفقًا لبهاجافاتا بورانا، وفيشنو بورانا، وديفي بهاجافاتا بورانا، فإنه يتم سرد ووصف 28 جحيمًا، ولكنهم يختتمون الوصف بالإشارة إلى أن هناك مئات بل آلاف الأنواع الأخرى من الجحيم. ويعدد نص البهاغافاتا بورانا 28 ناراك. يتفق ديفي بهاغافاتا بورانا مع البهاغافاتا بورانا في معظم الأسماء. أما نص فيشنو بورانا، فيذكر 28 نوعًًا من ناراك.

## أوصاف أنواع ناراك

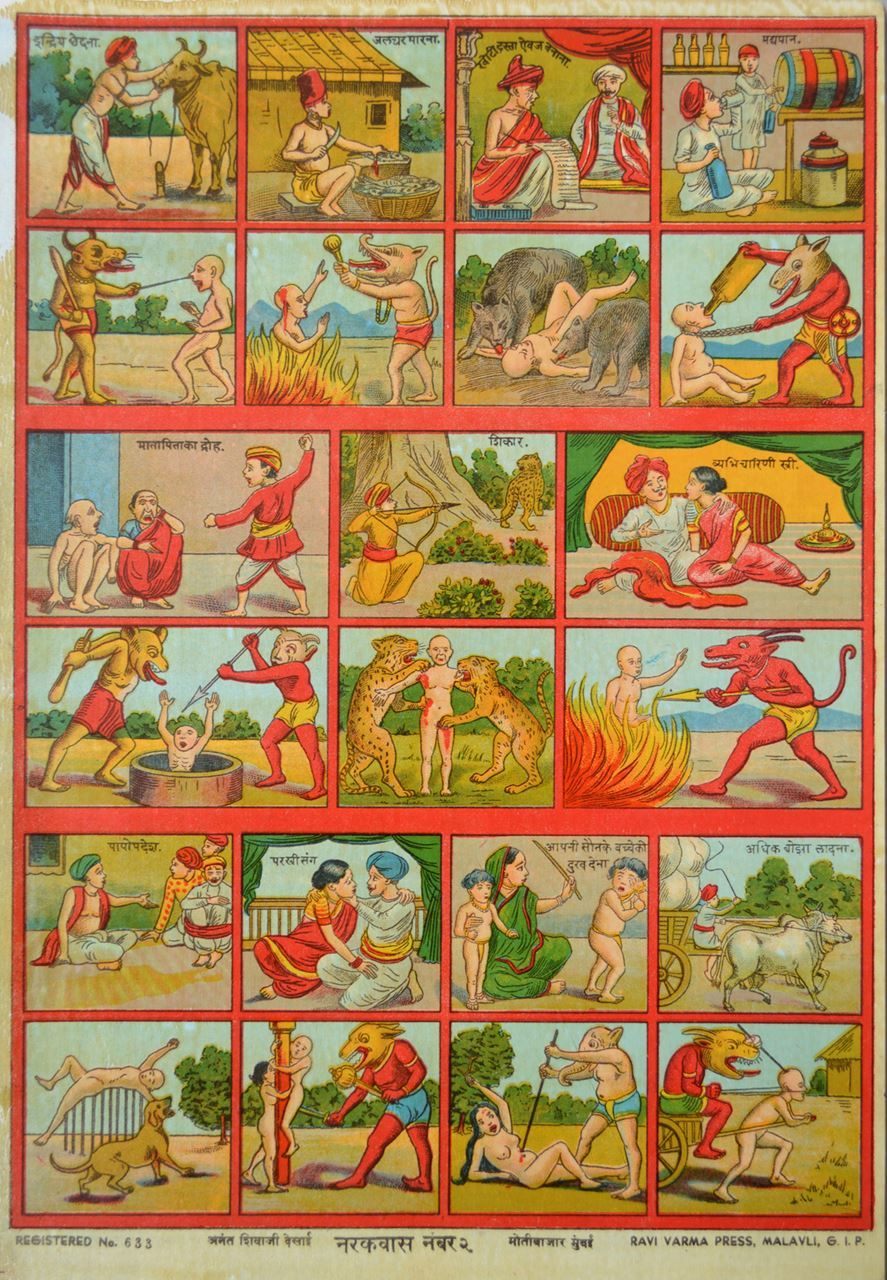
خطايا مختلفة وعقوباتها في ناراك.

لا تحتوي النصوص المبكرة مثل ريجفيدا على وصف تفصيلي لناراك. إنه ببساطة مكان للشر وحفرة مظلمة بلا قاع. ويصفه أثارفافيدا بأنَّه عالمٌ من الظلام، حيث يُحبس القتلة بعد الموت. أما شاتاباثا براهمانا فهو أول نص يذكر الألم والمعاناة التي في ناراك بالتفصيل، بينما يبدأ مانو سمريتي في ذكر التسميات المتعدد للناراك. وتصف الملاحم أيضًا الجحيم بشكل عام بأنه غابة كثيفة بلا ظل، حيث لا يوجد ماء ولا راحة. ويعذب اليمدوت النفوس بناء على أوامر سيدهم ياما.

### البورانات

#### بهاغافاتا وديفي بورانا
إنَّ أسماء العديد من أنواع الجحيم شائعة في النصوص الهندوسية؛ ولكن طبيعة الخطاة المعذبين في أحد الناراكات تختلف من نص إلى لآخر. وفيما يلي ملخص لوصف ثمانية وعشرين ناراكًا موصوفًا في البهاغافاتا بورانا وديفي بهاغافاتا بورانا:
تَمِسْرا «Tamisra» (الظُّلمَة، الطَّامِسَة): إنه مخصص للشخص الذي يغتصب (يَظلِمُ) ثروة شخص آخر، أو يأخذ زوجته أو أطفاله بالظلم. في هذا العالم المظلم، يجري توثيقه بالحبال فيُمنع عنه الطعام والشراب ليواجه عض الجوع وألمه. ويجري ضربه ولومه وتخزيته على يد اليمدوت حتى يفقد الوعي.
أنداتَمِْسرا «Andhatamisra» (الظُّلمةُ الدَّامِسة، الطَّامِسة): في هذا المكان، يُعاقب الرجل الذي يخدع رجلاً آخر، ويستغل زوجته أو أطفاله بعذاب يفقده عقله وبصيرته، ويُوصف هذا العذاب وكأنَّه قلعُ شجرة من جذورها.
رورفا «Raurava» (مرعب أو جحيم الروروس): وفقًا للبهاجافاتا بورانا وديفي بهاجافاتا بورانا، يُعاقب في هذا الجحيم الشخص الذي يهتم بمصلحته ومصلحة عائلته، ولكنه يؤذي الكائنات الحية الأخرى، ويكون دائمًا حاسدًا للآخرين. تتحول الكائنات الحيَّة التي آذاها هذا الشخص إلى وحوش شرسة تشبه الأفاعي تُسمى «روروس» وتعذبه. يعتبر فيشنو بورانا أنَّ هذا الجحيم مناسب لشاهد الزور أو الكاذب.
ماهارورافا «Maharaurava» (الرعب العظيم): الشخص الذي يستمتع على حساب الكائنات الأخرى يُعذب بواسطة "روروس" الشرسة، التي تُسمى "كرافياداس"، وهي تأكل لحمه، وتسبب له ألمًا شديدًا.
كومبهيباكا «Kumbhipaka» (مطبوخ في قدر): الشخص الذي يطهو الحيوانات والطيور وهي حية يُطهى حياً في زيت مغلي بواسطة "يمدوت" هنا، وذلك لعدد من السنين يعادل عدد الشعرات على أجساد ضحاياه من الحيوانات.
كالاسوترا «Kalasutra» (خيط الزمن/الموت: القدر الحتمي): يُخصص بهاجافاتا بورانا هذا الجحيم لقاتل البراهمين، بينما يُخصصه ديفي بهاجافاتا بورانا للشخص الذي لا يحترم والديه، وكبار السن، وأجداده أو البراهمين. هذا العالم مصنوع بالكامل من النحاس ويكون شديد الحرارة، مُسخنًا بالنار من الأسفل والشمس الحارقة من الأعلى. هنا، يحترق الخاطئ من الداخل بسبب الجوع والعطش ومن الخارج بسبب الحرارة الشديدة، سواء كان نائمًا، أو جالسًا، أو واقفًا أو راكضًًا.
أسيباترافانا/أسيباتراكانانا «Asipatravana/Asipatrakanana» (غابة أوراق السيوف): يخصص "بهاجافاتا بورانا" و"ديفي بهاجافاتا بورانا" هذا الجحيم للشخص الذي يحيد عن التعاليم الدينية للـ "فيدا" وينغمس في الهرطقة. بينما ينص "فيشنو بورانا" على أن قطع الأشجار على نحو عشوائي يؤدي إلى هذا الجحيم. يقوم اليمدوت بضربهم بالسياط في أثناء محاولتهم الهروب في الغابة التي تحتوي أشجار نخيل أوراقها تشبه السيوف. متأثرين بإصابات السياط والسيوف، يُغمى عليهم ويصرخون طلبًا للمساعدة بلا جدوى.
شكاراموخا «Shukaramukha» (فم الخنزير): يُعاقب في هذا الجحيم الملوك أو المسؤولين الحكوميين الذين يعاقبون الأبرياء، أو يفرضون العقاب الجسدي على البراهمة. يقوم اليمدوت بسحقهم كما يُسحق قصب السكر لاستخراج العصير. يصرخون ويتألمون بشدة، تمامًا كما عانى الأبرياء.
أندهكوبا «Andhakupa» (بئر بفم مخفي): يُعاقب في هذا الجحيم الشخص الذي يؤذي الآخرين بنية شريرة ويؤذي الحشرات. يتعرض للهجوم من قبل الطيور، الثدييات، الزواحف، البعوض، القمل، الديدان، الذباب وغيرهم، الذين يحرمونه من الراحة، ويجبرونه على الركض هنا وهناك.
كريميبوجانا/كريميباكشا «Krimibhojana/Krimibhaksha» (طعام الديدان): وفقًا لـ "بهاجافاتا بورانا" و"ديفي بهاجافاتا بورانا"، يُعاقب في هذا الجحيم الشخص الذي لا يشارك طعامه مع الضيوف، كبار السن، الأطفال أو الآلهة، ويأكله بأنانية بمفرده، وكذلك من يأكل دون أداء الطقوس الخمسة (بانشاياجنا). يُنص في "فيشنو بورانا" على أن الشخص الذي يمقت والده أو البراهمين أو الآلهة، ومن يدمر الجواهر يُعاقب هنا. هذا الجحيم عبارة عن بحيرة تبلغ مساحتها 100,000 يوجانا مليئة بالديدان. يُختزل الشخص الآثم إلى دودة تتغذى على ديدان أخرى، والتي بدورها تلتهم جسده لمدة 100,000 سنة.

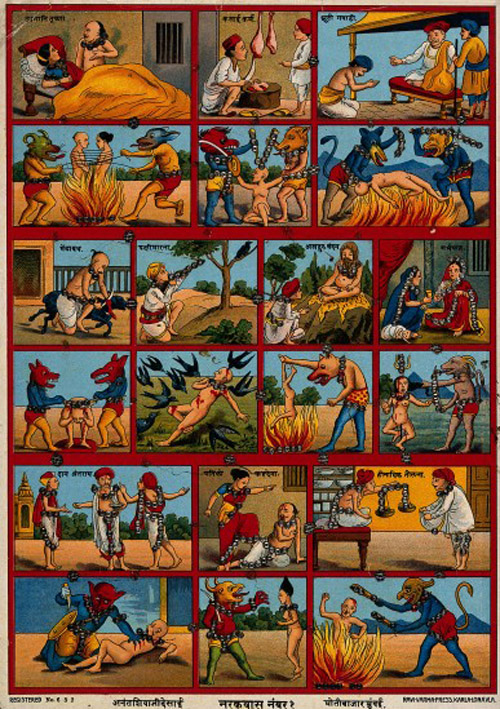
خطايا مختلفة وعقوباتها في الجحيم

ساندانسا/ساندامسا «Sandansa/Sandamsa» (جحيم الكماشات): وفقًا لـ "بهاجافاتا بورانا" و"ديفي بهاجافاتا بورانا"، يُعاقب في هذا الجحيم الشخص الذي يسرق من براهمين أو يسرق الجواهر أو الذهب من شخص آخر دون أن يكون في حاجة ماسة. بينما ينص "فيشنو بورانا" على أن منتهكي الوعود أو القواعد يتعرضون للألم هنا. يجري تمزيق جسده بكرات حديدية ساخنة وكماشات.
تبتاسورمي/تبتامورتي «Taptasurmi/Taptamurti» (تمثال الحديد المحمى): الرجل أو المرأة الذين ينغمسون في علاقات جنسية غير مشروعة يُضربون بالسياط، ويُجبرون على معانقة تماثيل حديدية محماة، الرجل يعانق تمثال امرأة، والمرأة تمثال رجل.
فاجراكانتكا-سلمالي «Vajrakantaka-salmali» (شجرة القطن الحريري ذات الأشواك كالصواعق/الفاجرا): الشخص الذي يمارس الجماع مع غير البشر، أو يمارس الجماع المفرط يُربط إلى شجرة "فاجراكانتكا-سلمالي" ويسحب اليمدوت جسده بحيث تمزق الأشواك جسده.
فيتارني/فيتارنا «Vaitarni/Vaitarna» (ليُعبر): هو نهر يُعتقد أنه يقع بين ناراك والأرض. هذا النهر، الذي يشكل حدود ناراك، مملوء بكل ما يطرحه جسد الإنسان بالإضافة إلى الأنسجة وما أشبه ذلك، حيث تأكل الكائنات المائية الشرسة لحم الشخص. وفقًا لـ "بهاجافاتا بورانا" و"ديفي بهاجافاتا بورانا"، الشخص المولود في عائلة محترمة - من طبقة الكشاتريا (طبقة المحاربين)، أو عائلة ملكية، أو مسؤول حكومي - الذي يهمل واجبه يُلقى في هذا النهر الجهنمي. يُخصص "فيشنو بورانا" هذا الجحيم لمدمر خلايا النحل أو المدن.
بويودا «Puyoda» (ماء القيح): يُعاقب في هذا الجحيم الـشودرا [الإنجليزية] (طبقة العمال) والأزواج أو الشركاء الجنسيون للنساء المنحطات والبغايا – الذين يعيشون مثل الحيوانات بدون نظافة أو سلوك حسن – فيقعون في "بويودا"، محيط القيح وما يطرحه جسد الإنسان والأشياء المقززة الأخرى. يُجبرون هنا على أكل هذه الأشياء البغيضة.
برانارودها «Pranarodha» (إعاقة الحياة): بعض البراهمين والكشاتريا (طبقة المحاربين) وفيشيا [الإنجليزية] (طبقة التجار) ينغمسون في رياضة الصيد مع كلابهم وحميرهم في الغابة، مما يؤدي إلى قتل الحيوانات بشكل عشوائي. فيقوم اليمدوت بلعب رياضة الرماية عليهم كأهداف في هذا الجحيم.
فيساسانا «Visashana» (قاتل): يذكر "بهاجافاتا بورانا" و"ديفي بهاجافاتا بورانا" أن اليمدوت يجلدون الشخص الذي يفتخر برتبته وثروته ويضحي بالحيوانات كرمز للمكانة، وفي النهاية يقتلونه. يربط "فيشنو بورانا" هذا الجحيم بصانع الرماح والسيوف والأسلحة الأخرى.
لالابهاكسا «Lalabhaksa» (اللعاب كطعام): وفقًا لـ "بهاجافاتا بورانا" و"ديفي بهاجافاتا بورانا"، يُعاقب البراهمين أو الكشاتريا أو الفيشيا الذي يجبر زوجته على شرب سائله المنوي بدافع الشهوة وفرض السيطرة بإلقائه في نهر من السائل المنوي، ويُجبر على شربه. لا يوافق "فيشنو بورانا" على أن الشخص الذي يأكل قبل أن يقدم الطعام للآلهة أو الأجداد أو الضيوف يُجلب إلى هذا الجحيم.
ساراميا دانا «Sarameyadana» (جحيم أبناء ساراما [الإنجليزية]): يُعاقب في هذا الجحيم الناهبين الذين يحرقون المنازل، ويسممون الناس من أجل الثروة، والملوك والمسؤولون الحكوميون الذين يستولون على أموال التجار، ويرتكبون جرائم القتل الجماعي، أو يدمرون الأمة. سبعمائة وعشرون كلبًا شرسًا، أبناء ساراما، ذوو أسنان حادة كالشفرة، يفترسون هؤلاء بأمر من اليمدوت.
أفيتشي/أفيتشمات «Avici/Avicimat» (بلا ماء/بلا حراك): الشخص الذي يكذب تحت القسم، أو في الأعمال التجارية يُرمى مرارًا رأسًا على عقب من جبل ارتفاعه 100 يوجانا (قياس للمسافة يتراوح من 3.5 إلى 15 كم)، جوانبه عبارة عن أمواج حجرية، لكنها بلا ماء. يُحطم جسده باستمرار، ولكن يُضمن ألا يموت.
أياهبان «Ayahpana» (شراب الحديد): أي شخص آخر تحت القسم أو براهمين يشرب الكحول يُعاقب هنا. يقف اليمدوت على صدورهم، ويجبرونهم على شرب الحديد المصهور.
كساكارداما «Ksarakardama» (الطين الحمضي/الملحي): من يتصرف بتعالٍ زائفٍ، ولا يحترم شخصًا أعلى منه في الميلاد أو الزهد أو المعرفة أو السلوك أو الطبقة أو النظام الروحي يُعذب في هذا الجحيم. يرمونه اليمدوت رأسًا على عقب ويعذبونه.
راكشوجانا-بوجانا «Raksogana-bhojana» (طعام الراكشاسا): أولئك الذين يمارسون التضحية البشرية، وأكل لحوم البشر يُحكم عليهم بهذا الجحيم. ضحاياهم، في شكل راكشاسا، يقطعونهم بسكاكين وسيوف حادة. يحتفل الراكشاسا بشرب دمائهم، ويغنون ويرقصون فرحًا، تمامًا كما ذبح المذنبون ضحاياهم.
شولابروتا «Shulaprota» (مطعون برمح حاد/سهم): بعض الأشخاص يمنحون المأوى للطيور أو الحيوانات متظاهرين بأنهم منقذون، لكنهم بعد ذلك يضايقونها بطعنها بالخيوط أو الإبر، أو يستخدمونها كلعب بلا حياة. وبعض الأشخاص يتصرفون بالطريقة نفسها مع البشر، يكسبون ثقتهم ثم يقتلونهم بالشوك أو الرماح الحادة. تُثقب أجساد هؤلاء المذنبين، المتعبين من الجوع والعطش، برماح حادة مثل الإبر. تمزق الطيور الجارحة الشرسة مثل النسور والبجع لحومهم وتأكلها.
دانداسوكا «Dandasuka» (الأفاعي): بعض الناس، المليئين بالحسد والغضب، يؤذون الآخرين مثل الأفاعي. هؤلاء مصيرهم أن تلتهمهم أفاعي ذات خمسة أو سبعة رؤوس في هذا الجحيم.
أفاتا-نيرودانا «Avata-nirodhana» (محبوس في حفرة): الأشخاص الذين يسجنون الآخرين في آبار مظلمة أو شقوق أو كهوف جبلية يُدفعون إلى هذا الجحيم، وهو بئر مظلمة مليئة بالأبخرة السامة والدخان الذي يخنقهم.
باريافارتانا «Paryavartana» (العودة): رب الأسرة الذي يستقبل الضيوف بنظرات قاسية، ويُسيء معاملتهم يُقيد في هذا الجحيم. تحدق فيه النسور والبجع والغربان والطيور المماثلة ذات العيون الحادة، ثم تطير فجأة وتنزع عينيه.
سوتشيموكا «Sucimukha» (وجه الإبرة): الرجل الذي يشك دائمًا في الآخرين، ويخشى أن يستولوا على ثروته. يفخر بماله ويخطئ ليحصل عليه ويحافظ عليه. يخيط اليمدوت خيطًا عبر جسده بالكامل في هذا الجحيم.

#### فيشنو بورانا
على الرغم من أن "فيشنو بورانا" يذكر 28 جحيماً(ج)، إلا أنه يقدم معلومات فقط عن المذنبين المحكوم عليهم في 21 جحيماً، ولا يذكر تفاصيل عن العقوبات. أنواع الجحيم الموصوفة في "فيشنو بورانا" ولكنه غير مذكور في "بهاجافاتا بورانا" و"ديفي بهاجافاتا بورانا" هي كالتالي:
رودها (إعاقة): يُلقى في هذا الجحيم مسبب الإجهاض، قاتل البقرة، الناهب أو من يخنق الإنسان.
سوكارا (الخنزير): يُلقى في هذا الجحيم قاتل البراهمين، سارق الذهب أو مدمن الكحول، وكل من يرتبط بهم.
تالا (القفل): يؤدي قتل الكشاتريا أو الفيشيا والزنا بزوجة قائد ديني إلى هذا الجحيم.
تابتاكمبها (أواني ساخنة): يُعذب في هذا الجحيم من يرتكب زنا المحارم مع أخته، أو يقتل سفيرًا.
تابتالوها (الحديد الساخن): يُعذب بائع الزوجة، السجان ومن يهجر أتباعه في هذا الجحيم.
ماهاجوالا (النار العظيمة): يُعاقب في هذا الجحيم من يرتكب زنا المحارم مع ابنته أو كنّته.
لافانا (الملح): يُعاقب في هذا الجحيم من يشوه سمعة معلمه أو من هم أعلى منه مرتبة أو الفيدا.
في موهانا (مكان الحيرة): يُعذب في هذا الجحيم السارق أو من يحتقر الممارسات الموصوفة.
كريميشا (جحيم الحشرات): يُدان في هذا الجحيم من يستخدم السحر لإيذاء الآخرين.
فيدهاكا (الثقب): يُلعن صانع الأسهم إلى هذا الجحيم.
أدهوموخا (الرأس مقلوب): يُلقى في هذا الجحيم من يقبل الرشوة، المنجم ومن يعبد الأشياء غير المناسبة.
بويافاها (حيث تنحل المادة): يُعاقب في هذا الجحيم البراهمين الذي يبيع اللك، اللحم، الكحول، الملح؛ ومن يرتكب العنف ومن يأكل الحلوى دون مشاركة.
رودهيراندا (آبار الدم): يُلقى في هذا الجحيم المصارعون أو الملاكمون الذين يرتكبون العنف للترفيه، الصيادون، أتباع الأنجاس، المجرمون الحارقون، مسممو الناس، المخبرون، العرافون، الخونة، الذين يمارسون الجماع في أيام محرم عليها دينياً والذين يعيشون من دعارة زوجاتهم.
كريشنا (الظلام/السواد): يُلقى في هذا الجحيم المحتالين، المتعدين على ممتلكات الغير ومن يسبب العجز الجنسي للآخرين.
فانيجوالا (اللهب الناري): يُعاقب في هذا الجحيم الخزافون، الصيادون والرعاة وغيرهم.
شوابوجانا (طعام الكلاب): يُدان في هذا الجحيم الطالب الديني الذي ينام في النهار، ومن لا يملك المعرفة الروحية، ويتعلمها من الأطفال.

## الوظائف السردية والاجتماعية والاقتصادية

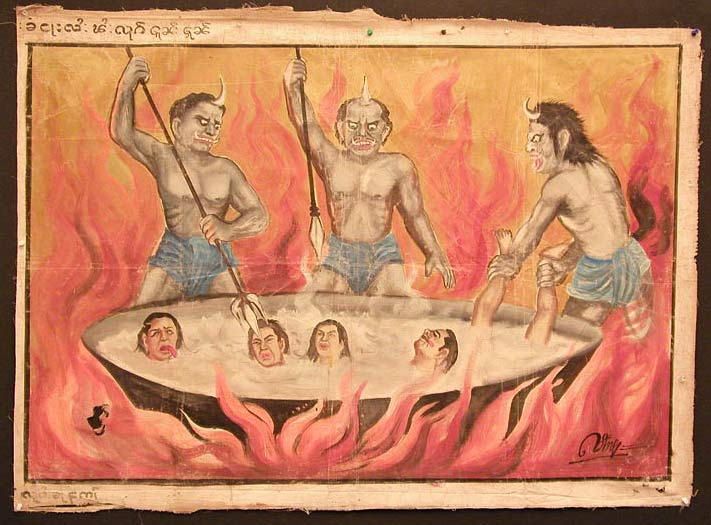
تمثيل للجحيم البوذي، مشابه جدًا لجحيم باتالا الهندوسي.

لا يَعتبر الدين الهندوسي الجحيمَ مكانًا دائمًا، بل يعتبره عالماً بديلاً يمكن للفرد العودة منه إلى العالم الحالي بعد تعويض الجرائم التي ارتكبها في الحياة السالفة. هذه الجرائم تُبطل في نهاية الأمر من خلال عقوبة معادلة ينالها المُذنب في الحياة التالية. وقد وفر مفهوم الجحيم العديد من المناسبات للدين الهندوسي بما في ذلك الوظائف السردية والاجتماعية والاقتصادية.

### السرد
السبب المنطقي السردي لمفهوم الجحيم يمكن العثور عليه في الملحمة الهندوسية "المهابهارتا". تنتهي هذه السردية بزيارة يودشتر [الإنجليزية] للجحيم بعد أن عُرض عليه قبول الدخول إلى الجنة. هذه الرحلة تخلق مشهداً للجمهور يساعد على توضيح أهمية فهم الجحيم كما الجنة قبل قبول أي منهما. هذه الفكرة تقدم درساً أساسياً حول الدارما، وهو موضوع رئيسي داخل "المهابهارتا". الدارما لا يفهم منها أنَّها تعني إما أبيض أو أسود (أبيض - أسود)، وفيها الناس ليسوا بالضرورة خيرين تماماً أو أشراراً تماماً. وبهذا، فإن التسامح ضروري لفهم "الطريقة الصحيحة للعيش". يجب علينا جميعاً أن نفهم الأسوأ لنفهم ونقدر الأفضل حقاً، كما يجب أن نختبر الأفضل قبل أن نختبر الأسوأ. تستخدم الديانة الهندوسية هذه الرواية لتعليم دروس حول التسامح وقبول عيوب وفضائل بعضنا البعض.

### الاجتماع
السبب الاجتماعي لمفهوم إعادة الولادة في الجحيم في الدين الهندوسي يظهر جلياً في العمل الموزون "مانوسمرتي"، وهو نقاش مكتوب يركز على "قانون الطبقات الاجتماعية". جزء كبير منه مصمم لمساعدة أتباع الدين الهندوسي على فهم الأعمال الشريرة (باتاكا) وعواقبها الكارمية في مختلف الولادات الجحيمية. ومع ذلك، فإن "مانوسمرتي" لا يدخل في تفاصيل دقيقة لكل جحيم. ولهذا، نلجأ إلى "بهاجافاتا بورانا".
تسرد "مانوسمرتي" مستويات متعددة من الجحيم التي يمكن أن يولد فيها الشخص مجددا. تتعلق العقوبات في كل من هذه الأنواع الجحيمية المتتالية مباشرة بالجرائم (باتاكا) في الحياة الحالية، وكيف ستؤثر هذه الأعمال على التناسخ التالي خلال دورة السامسارا. يوفر هذا المفهوم هيكلاً للمجتمع حيث تكون للجرائم عواقب محددة. الجانب الاجتماعي المعاكس لهذه الولادات الجحيمية هو الطريقة الدقيقة التي يمكن بها للشخص أن يكفر عن جريمة معينة من خلال سلسلة من النذور (مثل الصوم، وطقوس التطهُّر بالماء، الذِّكر وحتى التضحيات أو القرابين). يجب أن تُجرى هذه النذور خلال دورة الحياة نفسها التي ارتكبت فيها الجرائم. تساعد هذه الدروس الدينية في هيكلة المجتمع من خلال تحديد السلوك الاجتماعي المقبول والمرفوض.

### الاقتصاد
آخر وظيفة للدين الهندوسي فيما يتعلق بالتجسدات المستندة إلى الجحيم موجودة في نص بريتا خاندا (بالإنجليزية: Preta khanda)‏ في غارودا بورانا [الإنجليزية] الذي يستخدمه الكهنة الهندوس في أثناء طقوس شرادهـا [الإنجليزية]. خلال هذه الطقوس، يجري منح روح الفرد المحتضر أو المتوفى مروراً آمناً إلى الحياة التالية. يرتبط هذا الطقس بشكل مباشر بالازدهار الاقتصادي للكهنة الهندوس وقدرتهم على إنقاذ الروح المحتضرة من تجسد جحيمي من خلال الهدايا المقدمة نيابة عن المتوفى للكاهن الذي يؤدي الطقس. مع كل هدية تُقدم، تُغفر الجرائم التي ارتُكبت خلال حياة المتوفى، وتتحسن الحياة التالية تدريجياً.

## الهوامش
أ. الأسماء السبعة حسب الترتيب أعلاه في النص: (بالإنجليزية: Put, Avichi, Samhata, Tamisra, Rijisha, Kudmala, Kakola)‏.
ب. الـ 21 اسمًا كما هي مرتبة في النص أعلاه: (بالإنجليزية: Tamisra, Lohasanku, Mahaniraya, Salamali, Raurava, Kudmala, Putimrittika, Kalasutraka, Sanghata, Lohitoda, Savisha, Sampratapana, Mahanaraka, Kakola, Sanjivana, Mahapatha, Avichi, Andhatamisra, Kumbhipaka, Asipatravana, Tapana)‏.
ج. أسماء الـ 28 جحيمًا مرتبة كما هي أعلاه في النص: (بالإنجليزية: Rodha, Sukara, Tala, Taptakumbha, Taptaloha, Mahajwala, Lavana, Vimohana, Krimisha, Vedhaka, Adhomukha, Púyaváha, Rudhirándha, Krishna, Vahnijwala, Shwabhojana)‏.

### فهرس الإحالات
المنشورات
بالعربية
1. 1 2 3  عبود (2018)، ص. 595.
2. ↑  البستاني (1876)، ج. 6، ص. 400.
3. ↑  مطران (د.ت.)، ص. 64.

بالإنكليزية
1. 1 2 3  Dallapiccola (2002), p. 393.
2. 1 2  Dalal (2014), p. 843.
3. 1 2 3 4 5 6 7 8 9 10 11 12 13 14 15 16 17 18 19 20 21 22 23 24 25 26 27 28 29 30 31 32 33 34 35 36 37 38 39 40  Prabhupada (1975), p. Chapter 26-5.26.
4. 1 2 3 4 5 6 7 8 9 10 11 12 13 14 15 16 17 18 19 20 21 22 23 24 25 26 27 28 29 30 31 32 33 34 35 36 37  Mani (1975), p. 369-70.
5. 1 2 3 4 5 6 7 8 9 10 11 12 13 14 15 16  Wilson (1865), p. 207–11.
6. 1 2 3 4 5 6  Hopkins (1969), p. 108–9.
7. ↑  Sayeed (2021), p. 265.
8. ↑  Walker (1968), p. 253-4.
9. ↑  Subramuniyaswami (2000), p. 474-5.
10. ↑  Georg (1886), p. 142-3.
11. ↑  Wilson (1865), p. 215.
12. 1 2  Roshen (2010), p. 274.
13. ↑  Mew (1903), p. 23.
14. ↑  Bane (2014), p. 135.
15. ↑  Bane (2014), p. 137.
16. ↑  Debroy (2005), p. 728.
17. ↑  Hall (1865), p. 217.
18. ↑  Michaud (1950), p. 217.
19. ↑  Sharma (2018), p. 4.
20. ↑  Garrett (1871), p. 712.
21. ↑  Courtwright (2019), p. 76.
22. ↑  Bane (2014), p. 149.
23. ↑  Saraswat (1989), p. 239.
24. ↑  Wilson (1865), p. 209.
25. 1 2 3 4  Knut (2009), p. 385–400.

بالألمانية
1. ↑  Glasenapp (1978), s. 248.

### معلومات المراجع
الكتب
العربية
- خليل مطران (د.ت.)، مرآة الأيام في ملخص التاريخ العام، بيروت: دار مارون عبود، OCLC:1158804898، QID:Q128067094 {{استشهاد}}: تحقق من التاريخ في: |publication-date= (مساعدة)
- بطرس البستاني (1876)، كتاب دائرة المعارف: قاموس عام لكل فن ومطلب (بالعربية والإنجليزية والفرنسية)، بيروت، OCLC:957342071، QID:Q123035671{{استشهاد}}:  صيانة الاستشهاد: مكان بدون ناشر (link)
- حنا عبود (2018). موسوعة الأساطير العالمية (ط. 1). اللاذقية: دار الحوار. ISBN:978-9933-523-85-5. QID:Q127201874.

الإنكليزية
- The Vishnu Purana a System of Hindu Mythology and Tradition (بالإنجليزية), translated by Horace Hayman Wilson, London: Trübner & Co., 1865, QID:Q127268733
- Manu (1886), Georg Bühler (ed.), The Laws of Manu (بالإنجليزية), translated by Georg Bühler, Oxford University Press, QID:Q127324608
- The Hindu world: an encyclopedic survey of Hinduism (بالإنجليزية), Allen & Unwin, 1968, QID:Q127324593
- Edward Washburn Hopkins (1969). Epic Mythology (بالإنجليزية). Biblo & Tannen Publishers. ISBN:978-0-8196-0228-2. QID:Q127269009.
- A. C. Bhaktivedanta Swami Prabhupada (1975). Srimad-Bhagavatam, Fifth Canto: The Creative Impetus (بالإنجليزية). Bhaktivedanta Book Trust. ISBN:978-91-7149-638-6. QID:Q127267776.
- Vettam Mani (1975). Purāṇic Encyclopaedia: A Comprehensive Dictionary with Special Reference to the Epic and Purāṇic Literature (بالإنجليزية). Motilal Banarsidass. ISBN:978-0-8426-0822-0. QID:Q127268647.
- Sivaya Subramuniyaswami (2000). Loving Ganesa: Hinduism's Endearing Elephant-faced God (بالإنجليزية). ISBN:978-0-945497-77-6. QID:Q127324600.
- Anna Dallapiccola (2002). Dictionary of Hindu Lore and Legend (بالإنجليزية). London: W. W. Norton & Company. ISBN:978-0-500-51088-9. QID:Q5273970.
- Roshen Dalal (2010). Hinduism: An Alphabetical Guide (بالإنجليزية). Penguin India. ISBN:978-0-14-341421-6. QID:Q127324645.
- Ahmed Sayeed (2021). Dharma Karama of Hinduism (بالإنجليزية). ISBN:978-93-90636-77-8. QID:Q127269092.
- James Mew (1903), Traditional Aspects of Hell: (ancient and Modern) (بالإنجليزية), QID:Q127600337
- Theresa Bane (2014). Encyclopedia of Imaginary and Mythical Places (بالإنجليزية). ISBN:978-0-7864-7848-4. QID:Q127600469.
- Roshen Dalal (2010). Hinduism: An Alphabetical Guide (بالإنجليزية). Penguin India. ISBN:978-0-14-341421-6. QID:Q127324645.
- Bibek Debroy (2005). The History of Puranas (بالإنجليزية). Vol. 3. ISBN:978-81-8090-062-4. QID:Q127601921.
- Fitzedward Hall (1865), The Vishńu Puráńa: A System of Hindu Mythology and Tradition (بالإنجليزية), Trübner & Co., vol. 2, QID:Q127601959
- Jean Michaud (1950)، The Book of Sa-Heti، QID:Q127601981
- Flight to Hell and Other Poems (بالإنجليزية). Allied Publishers. 2018. ISBN:978-93-87997-37-0. QID:Q127602017.
- John Garrett (1871)، Classical Dictionary of India: Illustrative of the Mythology, Philosophy, Literature, Antiquities, Arts, Manners, Customs Etc. of the Hindus، QID:Q127602061
- David Todd Courtwright (2019). The Age of Addiction: How Bad Habits Became Big Business (بالإنجليزية). Harvard University Press. ISBN:978-0-674-73737-2. QID:Q127602121.
- The Philosophy of the Ethical Religion of the Viṣṇu Purāṇa، 1989، QID:Q127602229

الألمانية
- Helmuth von Glasenapp (1978). Der Hinduismus: Religion und Gesellschaft im heutigen Indien (بالألمانية). ISBN:978-3-487-06641-7. QID:Q127257251.

الدوريات المُحكَّمة
- Knut A. Jacobsen (1 Mar 2009). "Three Functions of Hell in the Hindu Traditions". Numen (بالإنجليزية). 56 (2): 385–400. DOI:10.1163/156852709X405071. ISSN:0029-5973. QID:Q57256025.

## وصلات خارجية
- Hindu Hell: Visions, Tours and Descriptions of the Infernal Otherworld